# سلامت در بریتانیا
بهداشت در بریتانیا به وضعیت کلی سلامت و بهداشت جمعیت بریتانیا و مواردی مانند نرخ مرگ‌ومیر، سلامت روان، و آمار خودکشی می‌پردازد.
در بریتانیا نرخ مصرف دخانیات، چاقی، و مصرف نوشیدنی‌های الکلی در سال ۲۰۱۵ از میانگین سازمان توسعه و همکاری اقتصادی بالاتر بود. از دهه ۱۹۷۰، درصد چاقی رو به رشد هست؛ اگرچه از آن زمان، نرخ مصرف دخانیات به طور پیاپی کاهش یافته هست.
در بریتانیا از قرن هجدهم متوسط طول عمر دائما رو به افزایش هست؛ اگرچه از سال ۲۰۱۱، این رشد سرعت کمتری پیدا کرد و در سال ۲۰۱۸ متوقف شد.

## وضعیت سلامت
طبق گزارش موسسه بهداشت جوانان و بنیاد خیریه «نافیلد تراست» در سال ۲۰۱۹، جوانان بریتانیا، در کنار فنلاند و سوئد، بیشترین درصد چاقی، و بیشترین آمار بیماری زمینه‌ای را در مقایسه با هجده کشور مشابه اروپایی دارند. همچنین میزان فعالیت بدنی در کودکان ۱۱ ساله بریتانیا بسیار کم هست. با اینحال بریتانیا در مقایسه با هجده کشور دیگر، کمترین درصد مصرف دخانیات، خودکشی و تصادفات جاده‌ای را دارد.

### متوسط طول عمر

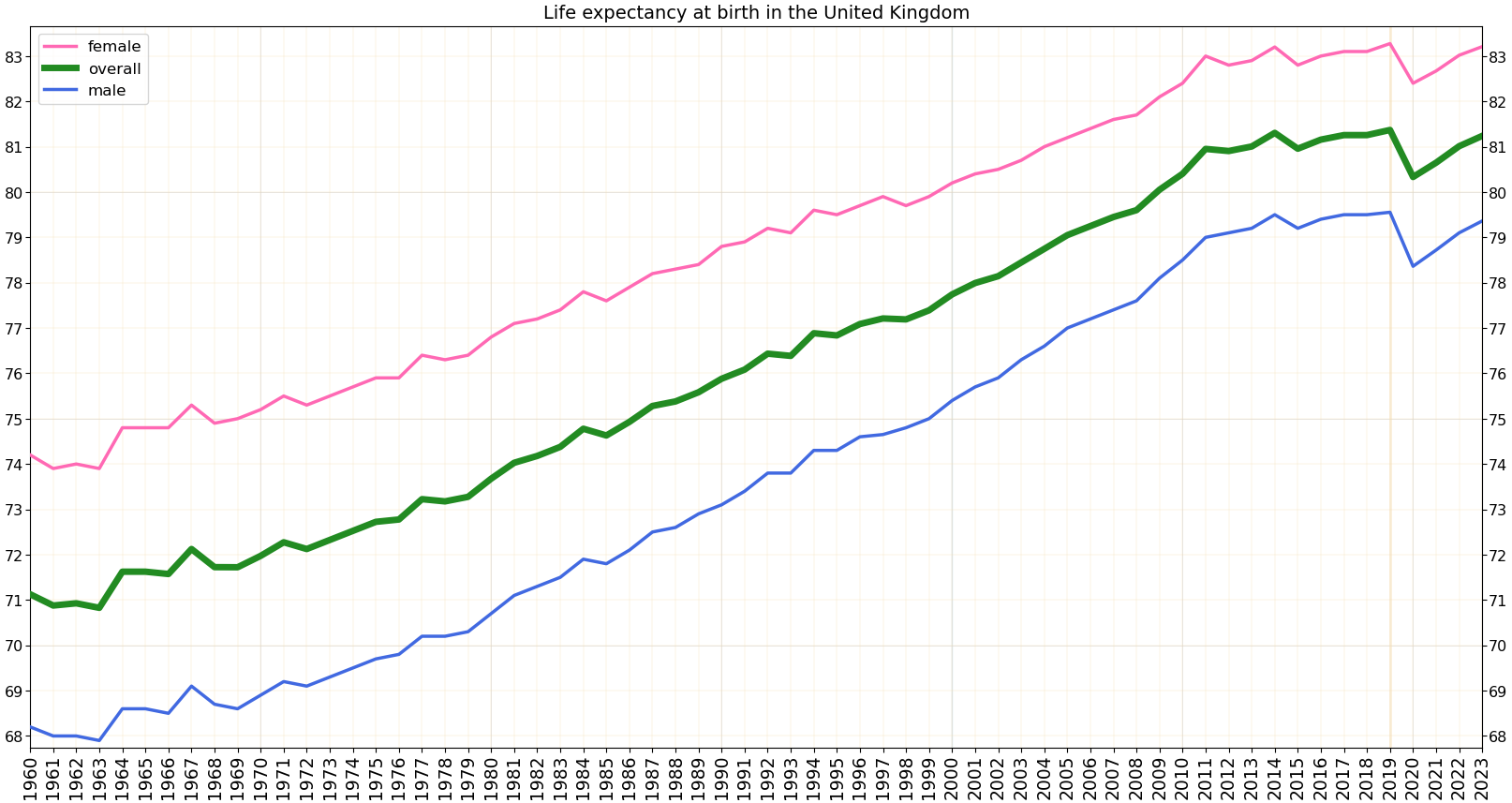
درصد متوسط طول عمر در بدو تولد

در سال ۲۰۱۳، درصد متوسط طول عمر در بدو تولد در بریتانیا، برای زنان ۸۳، و برای مردان ۷۹ سال هست. در سال ۲۰۱۶ درصد متوسط طول عمر در بریتانیا، به نسبت دیگر کشور‌ها با سرعت کمتری افزایش می‌کرد. در سال ۲۰۱۸ این رشد متوقف شد. در زمستان ۲۰۱۸-۲۰۱۷، ۵۰۱۰۰ مرگ‌ افزوده رخ داد که بیشترین عدد از سال ۱۹۷۶، و غالبا در میان سالمندان بود. علت این اتفاق به سردی هوا و مشکلات واکسن آنفولانزا نسبت داده شد. طبق گزارش بی‌ام‌جی در ژانویه ۲۰۲۴، به نظر می‌رسد که متوسط طول عمر در بریتانیا تقریبا برای هر نفر، نصف سال کاهش یافته هست؛ که بخشی از آن به علت دنیاگیری کووید-۱۹ هست. براساس گزارشی از سازمان توسعه و همکاری اقتصادی در نوامبر ۲۰۲۴، بریتانیا بدترین میزان متوسط طول عمر را در بین کشور‌های اروپای غربی دارد.

### مرگ‌ومیر نوزادان

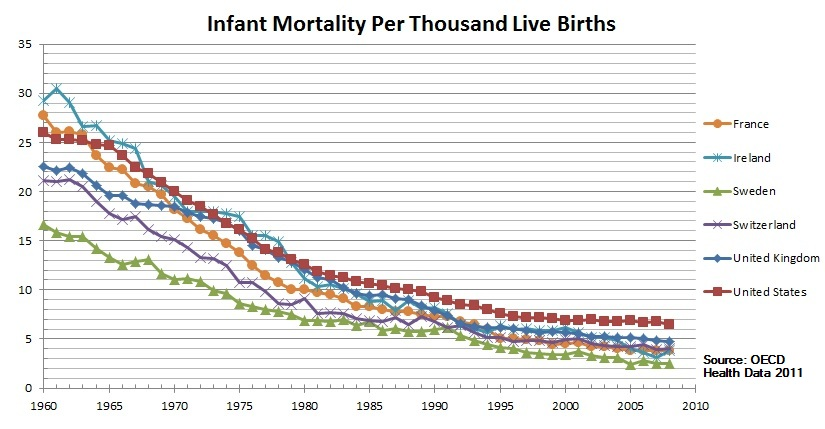
کاهش نرخ مرگ‌ومیر نوزادان در بین سال‌های ۱۹۶۰ تا ۲۰۰۸، در مقایسه با فرانسه، ایرلند، سوئد، سوییس و ایالات متحده.

از اوایل دهه ۱۸۴۰، به علت بهبود کلی وضعیت بهداشتی، غذایی، و اخیرا بهبود مامایی و مراقبت‌های ویژه نوزادان، نرخ مرگ‌ومیر نوزدان رو به کاهش هست.

### چاقی
جرمی هانت، وزیر بهداشت بریتانیا در سال ۲۰۱۶، وضعیت چاقی کودکان این کشور را، «فوریت ملی» توصیف کرد. شاخص توده بدنی ۲۸/۱ درصد از بزرگسالان در سال ۲۰۱۴، به لحاظ بالینی بیشتر از ۳۰ بود. افزایش آمار چاقی در جمعیت به افزایش درصد دیابت می‌انجامد.

### دیابت
در بریتانیا تعداد مبتلایان به دیابت در ۱۵ سال اخیر دو برابر شده، و این بیماری به یکی از نگرانی‌های اصلی این کشور تبدیل شده هست. در سال ۲۰۲۱ تعداد ۴/۱ میلیون نفر در بریتانیا به دیابت مبتلا شدند که ۹۰ درصد آن دیابت نوع دو بود. بیشتر از یک میلیون نفر از مبتلایان دیابت نوع دو هنوز شناسایی نشده‌اند و ۱۳/۶ میلیون نفر در خطر ابتلا به این بیماری هستند؛ هرچند که نیمی از این تعداد قابل پیشگیری هست.

### درصد مصرف دخانیات
۴۵ درصد از مردم بریتانیا در سال ۱۹۷۴ دخانیات مصرف می‌کردند. این رقم تا اوایل دهه ۱۹۹۰ به عدد ۳۰، و تا سال ۲۰۱۳ به عدد ۱۹/۳ درصد رسید که کمترین رقم در هشتاد سال گذشته هست. در سال ۲۰۱۵، ۱۶/۹ درصد از جمعیت بریتانیا دخانیات مصرف می‌کردند.

### سرطان
در سال ۲۰۱۴، سرطان در ۳۶۱۲۱۶ نفر در بریتانیا تشخیص داده شد. سرطان سینه شایع‌ترین سرطان در این کشور هست؛ و سالانه ۵۶ هزار نفر زن و ۳۷۵ نفر مرد مبتلا به این بیماری شناسایی می‌شوند.  بر طبق آمار موسسه تحقیقات سرطان بریتانیا، ۱۵ درصد از آمار سرطان در این کشور به علت مصرف دخانیات، و ۳ الی ۴ درصد نیز به دلیل مصرف نوشیدنی‌های الکلی هست.

### سلامت روان
براساس گزارش «سنجش شیوع بیماری‌های وابسته به روان‌پزشکی» در سال ۲۰۱۴، ۱۷ درصد از افرادی که در انگلستان بررسی شده بودند، معیار‌های ابتلا به اختلالات شابع روانی را داشتند. ۳۷ درصد آنها به درمان این اختلالات دسترسی داشتند.  طبق یک نظرسنجی در سال ۲۰۱۷، ۶۵ درصد از مردم بریتانیا یک مشکل سلامت روان را تجربه کرده بودند؛ ۲۶ درصد از آنها تجربه حمله پانیک داشتند و ۴۲ درصد از افسردگی رنج برده بودند.
آمار اضطراب و افسردگی در میان بیکاران از ۱۰/۱ درصد در سال ۲۰۱۳، به ۱۵/۲ در سال ۲۰۱۷ افزایش یافت. این رشد در بین عموم مردم، از ۳/۴ به ۴/۱  درصد بود.

#### خودکشی
در سال ۲۰۰۹، تعداد ۵۶۰۸ نفر، و در سال ۲۰۱۱، تعداد ۵۶۷۵ نفر از افراد بالای ۱۵ سال در بریتانیا خودکشی کردند. درصد خودکشی در میان دیگر دلایل مرگ‌ومیر، از دهه ۱۹۹۰ تقریبا به میزان یک درصد باقی  مانده هست. این میزان در سال ۲۰۱۹، به ۰/۹ درصد رسید.

### اچ‌آی‌وی
تقریبا ۱۰۱۲۰۰ نفر در بریتانیا مبتلا به اچ‌آی‌وی هستند؛  که این تعداد ۰/۱۶ درصد از جمعیت را تشکیل می‌دهد. ۶۹ درصد از مبتلایان مرد و ۳۱ درصد زن هستند. نیمی از مبتلایان اچ‌آی‌وی مردان همجنسگرا یا دوجنسگرا هستند. در لندن از هر هفت مرد همجنسگرا یا دوجنسگرا، یک نفر مبتلا به اچ‌آی‌وی هست که این آمار در سراسر کشور  یک از ۲۵ نفر، و در سایر افراد جمعیت کمتر از یک در ۵۰۰ نفر هست. از سال ۲۰۱۵، تعداد ۶۰۹۵ نفر از بیماران اچ‌آی‌وی شناسایی شدند. ۳۹ درصد از آنها دیر تشخص داده شدند و احتمالا بیشتر از سه سال مبتلا به این بیماری بودند.

### معلولیت

هرم جمعیت معلولان در انگلستان و ولز.

در سال ۲۰۱۴، بیشتر از ۱۱ میلیون نفر از مردم بریتانیا (به جز ایرلند شمالی)، مبتلا به یک ناتوانی یا معلولیت دراز مدت بودند و شیوع آن با افزایش سن رابطه مستقیم دارد. شش درصد از کودکان، ۱۶ درصد از بزرگسالان در سنین اشتغال، و ۴۵ درصد از بازنشستگان معلولیت دارند.

## واکسیناسیون
در بریتانیا، خرید و توزیع واکسن به طور متمرکز مدیریت می‌شود و سرویس سلامت ملی واکسن‌های توصیه شده را رایگان ارائه می‌کند.

### مشکلات اجتماعی و اقتصادی
طبق گزارشی که دولت محافظه‌کار بریتانیا در دهه  ۱۹۸۰ منتشر کرد، در طی سالهای ۱۹۷۲-۱۹۷۰۷ بین طبقات اول تا پنجم اجتماعی تفاوت بیشتری در زمینه مرگ‌و‌میر و نابرابری به نسبت سالهای ۱۹۵۳-۱۹۴۹ وجود داشت.

## تغییر اقلیم
در بریتانیا، تغییر اقلیم بر سلامت، خدمات بهداشتی و نابرابری تاثیر قابل‌توجهی داشته هست. سرویس سلامت ملی تغییر اقلیم را یک «فوریت ملی» خواند ، و به اثرات سیل، طوفان، و موج گرما بر بهداشت و افزایش خطر ابتلا به بیماری‌های عفونی اشاره کرد. طبق توصیه سرویس سلامت ملی، با کاهش گاز‌های گلخانه‌ای، میزان مرگ‌و میر ناشی از آلودگی هوا کم خواهد شد.
تغییر اقلیم در بریتانیا منجر به افزایش ۳۰ برابری موج گرما شده، که به مرگ ۳۴۰۰ نفر در طی سال‌های ۲۰۱۹-۲۰۱۶ منجر شد؛ که بیشتر این مرگ‌ومیر در سالمندان رخ داده هست. در بریتانیا و ایرلند، بارش‌های شدید ناشی از تغییر اقلیم در سال‌های ۲۰۲۴-۲۰۲۳ دست‌کم جان ۲۰ نفر را  گرفت.